# کراسنی ویسه‌لوک
کراسنی ویسه‌لوک (انگلیسی: Krasny Vyselok) یک شهرک در بخش چرمنیانسکی استان بلگورود کشور روسیه است.